# Massilieurodes curiosa
Massilieurodes curiosa là một loài côn trùng cánh nửa trong họ Aleyrodidae, phân họ Aleyrodinae.
Massilieurodes curiosa được Jensen miêu tả khoa học đầu tiên năm 2001.